# Desa Jambe (administrativ by i Indonesien, lat -6,30, long 106,48)
Desa Jambe är en administrativ by i Indonesien.   Den ligger i provinsen Jawa Barat, i den västra delen av landet, 40 km väster om huvudstaden Jakarta.